# Malamorenò (singolo)
Malamorenò è un singolo della cantante italiana Arisa, pubblicato il 17 febbraio 2010 come primo estratto dall'album omonimo.

## Descrizione
Interamente composto dal musicista Giuseppe Anastasi e caratterizzato da sonorità rétro, il testo narra di un mondo ambientato nel marzo del 2087 e caratterizzato da un ambiente triste ed ostile. L'autore, all'interno dello stesso, lancia un messaggio di speranza affermando che solo con l'amore è possibile superare gli ostacoli, ed esprime la necessità di mettere da parte l'individualismo e non essere necessariamente l'uno contro l'altro.

## Promozione
Il singolo è stato presentato per la prima volta dalla cantante durante la sua partecipazione al Festival di Sanremo 2010. Durante la manifestazione, le esibizioni di Arisa sono state supportate dal gruppo vocale Sorelle Marinetti, trio di drag queen che ha curato i cori della canzone. A dirigere l'orchestra è stato Bruno Santori, mentre nella serata del 19 febbraio riservata ai duetti dei partecipanti con altri artisti, Arisa si è esibita con la partecipazione del chitarrista jazz Lino Patruno (ex componente de I Gufi) con la sua orchestra.

## Parodie
A pochi giorni dal termine di Sanremo, il brano di Arisa è stata oggetto di una cover parodistica interpretata dai Gem Boy (Manonmuoreno), nel quale vengono contestati i contenuti delle canzoni presentate da Povia durante le partecipazioni al Festival di Sanremo.

## Tracce
1. Malamorenò – 3:01

## Classifiche
| Classifica (2010) | Posizione massima |
| ----------------- | ----------------- |
| Italia            | 4                 |
| Svizzera          | 61                |